# 阿爾根西鎮區 (密歇根州)
阿爾根西鎮區（英語：Algansee Township）是位於美國密歇根州布蘭奇縣的一個行政鎮區。

## 地方資料
阿爾根西鎮區的面積為93.47平方千米，當中陸地面積為92.02平方千米，而水域面積為1.45平方千米。根據2020年美國人口普查的數據，當地共有人口2033人，而人口密度為每平方千米21.75人。